# Волынцы (Износковский район)
Волы́нцы — деревня в Износковском районе Калужской области Российской Федерации. Входит в состав сельского поселения «Село Износки».

## Физико-географическое положение
Расположена на Смоленско-Московской возвышенности. Деревня Волынцы находится на северо-западе Калужской области вблизи границы со Смоленской областью. Расстояние до областного центра, Калуги: 100 км. Расстояние до столицы России — Москвы: 200 км. Расстояние до районного центра Износки: 10 км. Ближайшие населенные пункты: Фокино (7,0 км) и Зубово (4,2 км). Расположено по левую сторону автомобильной дороги общего пользования, межмуниципального значения 29 ОП МЗ 29Н-192 (Износки — Шанский завод — Михали)

## Этимология
Название происходит от этнохоронима жителей Волыни — исторической местности на Украине. Прошлое название деревни, Чернышевка, дано в честь дворянского рода Чернышевых.

## История
1799 год: Коллежский советник Павел Васильевич Коробьин приобретает 13 августа 1799 года у от отставного гвардии секунд-ротмистра Ивана Николаевича Чернышева имение, в которое входит и сельцо Чернышевка (Волынцы).
1816 год: Дмитрий Павлович Коробьин, отставной артиллерии поручик, 20 марта 1816 года по разделу родительского имения получил 172 души крестьян в селе Черменском (Сергиевском) и деревнях Передвиново (Кувшиново) и Чернышевка (Волынцы) Медынского уезда Калужской губернии.
1863 год: Согласно «Списку населённых мест Калужской губернии», Чернышевка (Волынцы) — владельческое сельцо 2-го стана Медынского уезда, по левую сторону тракта Медынь-Гжатск при речке Изверь. В деревне 11 дворов и 87 крестьян.
1887 год: Сельцом Чернышево-Волынцы Медынского уезда владеет Павел Дмитриевич Коробьин. При сельце 235 десятин 359 саженей земли с лесом и строением на ней.
1891 год: Деревня Чернышевка-Волынцы входит в Ореховенскую волость , в ней 105 человек.